# Палій Андрій Миколайович
Андрій Миколайович Палій (13 лютого 1971, Київ— 19 березня 2022, Маріуполь) — російський офіцер, капітан 1-го рангу, заступник командувача Чорноморського флоту РФ з військово-політичної роботи.

## Біографія
Навчався у середній школі № 10 у м. Сєвероморськ Мурманської області. У 1992 р. закінчив Київське ВВМПУ за спеціальністю «соціальний психолог, педагог». Після випуску лейтенанта А. М. Палія призначено заступником командира 4-ї роти 2-го полку з виховної роботи Національної гвардії України в м. Києві, але вже у березні 1993 року в зв'язку з відмовою приймати українську військову присягу вибув на Північний флот. Проходив службу на есмінці «Безстрашний» проєкту 956 психологом, згодом заступником командира РТБЧ з виховної роботи. Брав участь у формуванні екіпажу, прийманні корабля від промисловості, ходових та державних випробуваннях, міжфлотському переході у серпні 1994 р. з Балтійського на Північний флот.
У серпні 2004 року Палій повернувся у своє з'єднання ЧФ на посаду заступника командира РТБЧ з виховної роботи ВПК «Очаків» проєкту 1134Б, у травні 2005 року призначений заступником командира 11-го БРПЧ 30-ї ДНК ЧФ з виховної роботи. З осені 2004 року неодноразово виконував обов'язки заступника командира походу по роботі з особовим складом загонів кораблів ЧФ у Середземному морі, у тому числі в ході оперативно-стратегічних навчань «Захід-2009», «Схід-2010», російсько-італійських військово-морських. навчань «ІОНЕКС-2011». В серпні-вересні 2008 року брав участь у війні в Грузії. У квітні-липні 2010 року очолював морально-психологічне забезпечення міжфлотського переходу крейсера «Москва» проєкту 1164 з Чорноморського на Тихоокеанський флот через Індійський і Тихий океани.
З 2011 року — начальник відділу по роботі з особовим складом Чорноморського флоту РФ. Учасник вторгнення в Україну. Загинув у бою.

## Нагороди
- Медаль Ушакова
- Ювілейна медаль «300 років Російському флоту»
- Медаль «За військову доблесть» 2-го і 1-го ступеня
- Медаль «За участь у військовому параді в День Перемоги»
- Медаль «За повернення Криму»
- Медаль «За відзнаку в навчаннях»
- Медаль «Адмірал Флоту Радянського Союзу М.Г. Кузнєцов»
- Медаль «За відзнаку у військовій службі» 3-го, 2-го і 1-го ступеня (20 років служби)
- Медаль «200 років Міністерству оборони»
- Медаль «Адмірал Флоту Радянського Союзу С.Г. Горшков»